# RAF Coningsby
Coningsby Royal Air Force Base är en flygbas i Storbritannien.   Den ligger i grevskapet Lincolnshire och riksdelen England, i den sydöstra delen av landet, 180 km norr om huvudstaden London. Coningsby Royal Air Force Base ligger 7 meter över havet.
Terrängen runt Coningsby Royal Air Force Base är mycket platt.Runt Coningsby Royal Air Force Base är det ganska tätbefolkat, med 78 invånare per kvadratkilometer. Närmaste större samhälle är Boston, 15,9 km sydost om Coningsby Royal Air Force Base. Trakten runt Coningsby Royal Air Force Base består till största delen av jordbruksmark.